# Ngày kỷ niệm theo tên của Ba Lan
Theo truyền thống, lễ kỷ niệm cho tên (tiếng Ba Lan: imieniny) được coi là quan trọng hơn cả lễ sinh nhật ở Ba Lan, đặc biệt là những người ở thế hệ cũ. Tuy nhiên, tổ chức chúc mừng sinh nhật ngày càng phổ biến và quan trọng, đặc biệt là trong thế hệ trẻ cũng như người già ở các vùng lãnh thổ lấy lại sau Chiến tranh thế giới thứ hai do những ảnh hưởng của Tin lành Phổ còn lại.
Lễ kỷ niệm tên liên quan đến việc tụ tập và giao lưu với bạn bè và gia đình tại nhà của chủ bữa tiệc, cũng như tặng quà hoặc hoa ở nhà và những nơi khác, chẳng hạn như tại nơi làm việc. Truyền thống này không bao gồm các khu vực của Thượng Silesia và Kashubia. Lịch của các địa phương thường chứa những cái tên được chọn kèm một ngày nhất định để tổ chức. Nếu một tên được tổ chức vào hơn một ngày, thì thông thường sẽ chọn ngày đầu tiên sau ngày sinh nhật của người chủ lễ.
Danh sách các tên được chọn và ngày tổ chức. 
| 1. Mieczysław, Mieczysława, Mieszko 2. Abel, Achacy, Achacjusz, Aspazja, Bazyli, Izydor, Jakobina, Jakubina, Makary, Narcyz, Ritka, Stefania, Strzeżysław, Sylwester, Sylwestra, Telesfor, Telesfora 3. Danuta, Piotr, Genowefa 4. Angelika, Aniela, Dobromir, Eugeniusz, Grzegorz, Izabela 5. Edward, Emilian, Hania, Szymon 6. Andrzej, Bolemir, Kacper, Kasper 7. Julian, Lucjan, Walenty 8. Mścisław, Seweryn 9. Antoni, Borzymir, Julian, Julianna 10. Dobrosław, Jan, Paweł 11. Feliks, Krzesimir, Matylda 12. Antoni, Arkadiusz, Benedykt, Czesław, Czesława, Ernest 13. Bogumił, Bogusława, Weronika 14. Feliks(k., m.), Piotr(k.), Nina, Szczęsny, Domosław, Radogost 15. Aleksander, Dąbrówka, Dobrawa, Domasław, Paweł 16. Marcel, Włodzimierz, Kevin 17. Antoni, Jan, Rościsław 18. Bogumił, Jaropełk, Krystyna, Małgorzata, Piotr 19. Andrzej, Bernard, Erwin, Henryk, Mariusz, Marta, Racimir, Sara 20. Dobiegniew, Fabian, Sebastian 21. Agnieszka, Jarosław, Jarosława, Marcela 22. Anastazy, Dobromysł, Dorian, Marta, Wincenty 23. Jan, Maria, 24. Felicja, Mirogniew, Rafaela, Rafał, Tymoteusz 25. Miłosz, Miłowan, Miłowit, Paweł, Tatiana, Maleszka 26. Paula, Paulina, Wanda 27. Angelika, Ilona, Julian 28. Agnieszka, Augustyn, Julian, Karol, Piotr, Radomir 29. Hanna, Walerian, Zdzisław 30. Feliks, Gerard, Maciej, Marcin, Martyna, Sebastian 31. Euzebiusz, Jan, Piotr | 1. Dobrochna, Iga, Ignacy, Paweł, Siemirad, Żegota 2. Joanna, Korneliusz, Maria, Miłosława, Rory 3. Błażej, Ashish, Oskar, Stefan, Telimena 4. Andrzej, Gilbert, Jan, Joanna, Józef, Weronika, Witosława 5. Aga, Agata, Jakb, Jan, Paweł, Piotr 6. Antoni, Bogdan, Bohdan, Dorota, Ksenia, Szymon 7. Alfons, Parteniusz, Partenia, Romeusz, Romuald, Rozalia, Ryszard, Sulisław 8. Gniewomir, Jan, Paweł, Piotr, Sebastian 9. Bernard, Eryk, Eryka 10. Gabriel, Jacek, Elwira 11. Lucjan, Maria, Olgierd, Świętomira 12. Julian, Laurenty, Nora 13. Grzegorz, Jordan, Katarzyna, Toligniew,Linda 14. Dobiesława, Józef, Konrad, Krystyna, Lilian, Liliana, Mikołaj, Niemir, Niemira, Zenon, Cyryl 15. Georgina, Jordan, Jowita, Józef, Klaudiusz 16. Bernard, Dan, Danuta, Julianna 17. Donata, Franciszek, Julian, Konstanty, Łukasz, Niegomir, Zbigniew, Zbyszko 18. Albert, Alberta, Krystiana, Więcesława, Zuzanna 19. Arnold, Henryk, Konrad 20. Leon, Ludmiła, Ludomiła 21. Eleonora, Feliks, Teodor 22. Marta, Małgorzata, Piotr, Wiktor 23. Bądzimir, Damian, Piotr, Roma, Seweryn 24. Bogurad, Bogusz, Boguta, Maciej, Piotr 25. Bolebor, Cezary, Maciej, Małgorzata 26. Aleksander, Bogumił, Cezariusz, Mirosław, Ewelina 27. Aleksander, Anastazja, Gabriel, Gabriela, Sierosława 28. Józef, Roman, Lech 29. Dobronieg, Roman |

| 1. Albin, Antoni, Antonina, Amelia, Feliks, Herakles, Joanna, Józef, Piotr 2. Franciszek, Helena, Henryk, Krzysztof, Michał, Paweł, Piotr, Radosław 3. Hieronim, Maryna 4. Adrian, Adriana, Arkadiusz, Eugeniusz, Kazimierz, Lucja 5. Adrian, Adriana, Fryderyk, Jan, Oliwia, Wacław, Wacława 6. Eugenia, Jordan, Klaudian, Róża, Wiktor, Wojsław 7. Felicja, Paweł, Tomasz 8. Beata, Jan, Julian, Miligost, Miłogost, Stefan 9. Dominik, Franciszka, Katarzyna 10. Aleksander, Borzysław, Cyprian 11. Benedykt, Drogosława, Edwin, Konstantyn, Rozyna 12. Bernard, Blizbor, Grzegorz, Józefina 13. Bożena, Ernest, Kasjan, Krystyna, Marek 14. Bożeciecha, Jakub, Leon, Matylda, Michał 15. Gościmir, Klemens, Krzysztof, Ludwika 16. Henryka, Herbert, Izabela 17. Gertruda, Jan, Patryk, Zbigniew, Zbyszko 18. Aleksander, Boguchwał, Cyryl, Edward 19. Bogdan, Józef 20. Aleksander, Aleksandra, Bogusław, Klaudia 21. Benedykt, Lubomira, Mikołaj 22. Bogusław, Katarzyna, Kazimierz, Paweł 23. Feliks, Katarzyna, Piotr 24. Gabriel, Marek, Szymon 25. Ireneusz, Łucja, Lucja, Lutomysł, Maria, Wieńczysław 26. Emanuel, Feliks, Manuela, Teodor 27. Benedykt, Ernest, Jan, Lidia, Rupert 28. Aniela, Antoni, Jan 29. Cyryl 30. Amelia, Aniela, Częstobor, Jan 31. Beniamin, Dobromira, Kornelia | 1. Grażyna, Katarzyna, Teodora, Tolisław, Zbigniew, Zbyszko 2. Franciszek, Sądomir, Władysław, Władysława 3. Antoni, Cieszygor, Jakub, Ryszard 4. Benedykt, Izydor, Wacław, Wacława 5. Borzywoj, Irena, Wincenty, Jam 6. Ada, Adam, Ireneusz, Katarzyna, Świętobor 7. Donata, Przecław 8. Cezary, Radosław, Sieciesława, 9. Dobrosława, Dymitr, Maja 10. Antoni, Daniel, Henryk, Małgorzata, Michał 11. Filip, Jaromir, Leon, Marek 12. Andrzej, Iwan, Juliusz, Siemiodrog, Wiktor, Zenon 13. Jan, Justyn, Małgorzata, Marcin, Przemysł, Przemysław 14. Julianna, Justyn, Maria, Myślimir 15. Anastazja, Leonid, Wacław, Wacława 16. Erwin, Julia, Ksenia, Nikita, Nosisław 17. Jakub, Józef, Klara, Radociech, Robert, Rudolf, Stefan 18. Bogusław, Bogusława, Gościsław 19. Cieszyrad, Czechasz, Czesław, Leon, Tymon, Werner, Włodzimierz 20. Agnieszka, Czechoń, Czesław, Nawoj, Szymon, Teodor 21. Bartosz, Drogomił, Feliks, Konrad 22. Kajus, Kaja, Łukasz, Teodor 23. Gerard, Helena, Jerzy, Wojciech 24. Aleksander, Erwin, Grzegorz, Joanna 25. Jarosław, Marek 26. Maria, Marzena, Spycimir, ulku, cenk 27. Andrzej, Bożebor, Martyn, Piotr, Zyta 28. Maria, Paweł 29. Angelina, Augustyn, Bogusław, Piotr, Robert 30. Bartłomiej, Jakub, Katarzyna, Marian |

| 1. Aniela, Filip, Jakub, Józef, Lubomir, Maja, Zofia 2. Walter, Witomir, Zygmunt, Wouter 3. Aleksander, Antonina, Maria, Mariola, Świętosława 4. Grzegorz, Michał, Monika, 5. Irena, Teodor, Waldemar 6. Gościwit, Jan, 7. Benedykt, Bogumir, Ludmiła, Ludomiła 8. Marek, Michał, Piotr, Stanisław 9. Bożydar, Grzegorz, Karolina, Mikołaj 10. Częstomir, Jan 11. Filip, Franciszek, Iga, Ignacy, Lew, Lutogniew, Mira, Żegota 12. Dominik, Jan, Joanna, Wszemił, Pankracy 13. Andrzej, Ciechosław, Gloria, Magdalena, Piotr, Robert 14. Dobiesław, Wiktor, Maciej 15. Jan, Zofia, Abhishek 16. Andrzej, Jędrzej, Szymon, Wieńczysław 17. Bruno, Sławomir, Weronika, Wiktor 18. Aleksander, Aleksandra, Alicja, Edwin, Eryk, Eryka, Feliks, Irena, Myślibor 19. Augustyn, Celestyn, Mikołaj, Pękosław, Piotr, Timur 20. Bronimir, Teodor, Wiktoria 21. Donata, Jan, Tymoteusz, Wiktor 22. Emil, Helena, Jan, Julia, Ryta, Wiesław, Wiesława, Wisława 23. Budziwoj, Emilia, Iwona, Jan, Michał 24. Cieszysława, Jan, Joanna, Maria, Milena, Zula, Zuzanna 25. Grzegorz, Imisława, Maria Magdalena 26. Filip, Marianna, Paulina, Ewelina, Więcemił 27. Jan, Juliusz, Lucjan, Magdalena, Radowit 28. Augustyn, Jaromir, Wiktor, Wrocimir 29. Bogusława, Maksymilian, Maria, Magdalena, Teodor, Urszula 30. Feliks, Joanna 31. Aniela, Bożysława, Teodor | 1. Bernard, Jakub, Konrad, Magdalena, Nikodem, Symeon, Świętopełk, 2. Eugeniusz, Maria, Marianna, Mariana, Mikołaj, Piotr, Racisław, 3. Konstantyn, Leszek, Paula, Tamara, Oliwia 4. Franciszek, Gościmił, Karol, 5. Dobrociech, Dobromir, Dobrymir, 6. Dominika Rak, Norbert, Paulina, Więcerad, 7. Antoni, Ciechomir, Jarosław, Paweł, Robert, Wiesław, Wisław, 8. Maksym, Seweryn, Wyszesław, 9. Felicjan, 10. Bogumił, Edgar, Małgorzata, 11. Feliks, Radomił, 12. Antonina, Jan, Leon, Wyszemir, 13. Antoni, Chociemir, Lucjan, Maria Magdalena, Tobiasz, 14. Eliza, Justyn, Justyna, Ninogniew,, 15. Angelina, Jolanta, Witold, Witołd, Witolda, Witosław, 16. Alina, Aneta, Budzimir, Jan, Justyna, 17. Agnieszka, Drogomysł, Franciszek, Laura, Marcjan, Radomił, 18. Elżbieta, Marek, Marina, Paula, 19. Julianna, 20. Bogna, Bogumiła, Bożena, Franciszek, Michał, Rafaela, Rafał, 21. Alicja, Domamir, Marta, Teodor, 22. Broniwoj, Paulina, 23. Józef, Piotr, Wanda, Zenon, 24. Dan, Danisz, Danuta, Emilia, Jan, 25. Lucja, Łucja, Tolisława 26. Jan, Paweł 27. Maria Magdalena, Władysław, Władysława, 28. Ireneusz, Józef, Leon, Paweł, 29. Dalebor, Paweł, Piotr, 30. Ciechosława, Emilia, Lucyna, Kaitlyn |

| 1. Halina, Marian, Hanya 2. Maria, Piotr. Jagoda 3. Jacek, Leon, Miłosław 4. Elżbieta, Józef, Julian, Teodor, Wielisław 5. Antoni, Bartłomiej, Jakub, Karolina, Michał 6. Chociebor, Dominik, Dominika, Łucja, Lucja, Niegosław 7. Antoni, Kira, Piotr, Benedykt, Cyryl, Lucjan 8. Adrian, Adrianna, Chwalimir, Edgar, Elżbieta, Eugeniusz 9. Łucja, Lucja, Mikołaj, Weronika, Zenon, Lauren, Sylwia 10. Aleksander, Amelia, Aniela, Filip 11. Cyprian, Kalina, Olga 12. Andrzej, Euzebiusz, Feliks, Henryk, Paweł, Piotr, Tolimir, Weronika 13. Ernest, Eugeniusz, Jakub, Justyna, Małgorzata, Radomiła, Sara 14. Damian, Dobrogost, Franciszek, Izabela, Marcelina 15. Daniel, Dawid, Henryk, Iga, Ignacy, Lubomysł, Niecisław, Włodzimierz, Żegota 16. Andrzej, Maria Magdalena, Marika, Stefan 17. Aleksander, Renger, Andrzej, Bogdan, Marcelina, Maria Magdalena, Aneta 18. Erwin, Kamil, Karolina, Robert, Szymon, Unisław 19. Lutobor, Wincenty 20. Czechoń, Czesław, Małgorzata, Paweł 21. Andrzej, Daniel, Paulina, Stojsław, Wiktor 22. Bolesława, Bolisława, Maria Magdalena, Milenia, Więcemiła 23. Bogna, Żelisław 24. Antoni, Kinga, Krystyna, Olga, Wojciecha 25. Jakub, Krzysztof, Sławosz, Walentyna 26. Anna, Baldev, Grażyna, Mirosława 27. Julia, Marta, Natalia, Wszebor 28. Marcela, Świętomir, Wiktor 29. Konstantyn, Maria, Marta 30. Julia, Julita, Ludmiła, Maryna 31. Emilian, Helena, Iga, Ignacy, Ludomir | 1. Konrad, Piotr 2. Borzysława, Karina, Maria, Stefan 3. Augusta, Lidia, Nikodem, Szczepan 4. Dominik, Maria, Mironieg,nadia 5. Emil, Maria, Stanisława 6. Jakub, Sława, Stefan, Wincenty 7. Anna, Dobiemir, Donata, Dorota, Kajetan 8. Cyprian, Cyryl, Emil, Emilian, Emiliusz 9. Jan, Klarysa, Miłorad, Roman 10. Bogdan, Borys 11. Aleksander, Włodzimierz, Włodziwoj, Zula, Zuzanna 12. Klara, Lech, Piotr 13. Diana, Helena, Jan, Kasjan, Radomiła, Wojbor 14. Dobrowoj, Euzebiusz 15. Maria, Stefan 16. Domarad, Domarat, Joachim 17. Anastazja, Angelika, Anita, Eliza, Jacek, Jaczewoj, Joanna, Julianna, Miron, Żanna 18. Bogusława, Bronisław,Bradley, Bronisz, Helena, Ilona, Klara 19. Bolesław, Emilia, Jan, Julian, Juliusz, Piotr 20. Jan, Samuel, Samuela, Sieciech, Sobiesław, Świeciech 21. Emilian, Filipina, Franciszek, Joanna, Kazimiera, Męcimir 22. Cezary, Dalegor, Maria, Namysław, Tymoteusz, Zygfryd 23. Filip, Laurenty 24. Bartłomiej, Cieszymir, Jerzy, Joanna, Malina, Michalina, Albert 25. Grzegorz, Luiza, Michał, Sieciesław 26. Dobroniega, Joanna, Konstanty, Maksym, Maria 27. Cezary, Józef, Monika, Małgorzata, Teodor 28. Adelina, Aleksander, Aleksy, Augustyn, Patrycja, Sobiesław, Stronisław 29. Gita, Jan, Racibor, Sabina 30. Częstowoj, Miron, Rebeka, Róża, Szczęsna, Szczęsny 31. Bohdan, Paulina, Rajmund, Świętosław |

| 1. Bronisław, Bronisława, Bronisz 2. Bohdan, Czesław, Eliza, Henryk, Julian, Stefan, Tobiasz, Witomysł 3. Antoni, Bartłomiej, Bronisław, Bronisz, Izabela, Jan, Joachim, Mojmir, Szymon, Wincenty, Zenon 4. Ida, Lilianna, Rościgniew, Róża, Rozalia 5. Dorota, Justyna, Stronisława, Wawrzyniec 6. Albin, Beata, Eugenia, Eugeniusz, Michał, Uniewit 7. Domasława, Domisława, Marek, Regina, Rena, Ryszard 8. Adrian, Adrianna, Maria, Radosław, Radosława, Klementyna 9. Augustyna, Aureliusz, Piotr, Ścibor, Ścibora, Sergiusz, Sobiesąd 10. Aldona, Łukasz, Mikołaj, Mścibor 11. Feliks, Jacek, Jan, Naczesław 12. Amadeusz, Maria, Piotr, Sylwin 13. Aleksander, Eugenia, Filip, Lubor, Morzysław, Szeliga 14. Bernard, Cyprian, Roksana, Siemomysł, Szymon 15. Maria, Nikodem 16. Cyprian, Edyta, Eugenia, Franciszek, Kamila, Kornel, Lucja, Łucja, Wiktor 17. Drogosław, Franciszek, Justyn, Justyna, Teodora 18. Dobrowit, Irena, Józef, Stefania 19. Konstancja, Teodor, Więcemir 20. Agnieszka, Barbara, Dionizy, Eustachiusz, Eustachy, Fausta, Faustyna, Filipina, Irena, Klemens, Mieczysława, Miłowuj, Oleg, Perpetua, Protazy 21. Bożeciech, Bożydar, Jonasz, Laurenty, Mateusz, Mira 22. Joachim, Maurycy, Prosimir, Scott, Tomasz 23. Boguchwała, Bogusław, Elżbieta, Krzysztof, Libert, Litoriusz, Liwiusz, Piotr, Tekla, Zachariusz 24. Gerard, Maria, Teodor, Tomir, Uniegost 25. Aurelia, Franciszek, Kamil, Ładysław, Piotr, Świętopełk, Wincenty, Władysław, Władysława 26. Cyprian, Euzebiusz, Justyna, Łękomir 27. Amadeusz, Damian 28. Jan, Luba, Lubosza, Marek, Nikita, Sylwin, Wacław, Wacława, Więcesław 29. Michał, Rafał, Gabriel 30. Grzegorz, Hieronim, Honoriusz, Imisław, Rachela, Wera, Wiera, Wiktor, Zofia | 1. Danuta, Remigiusz, Cieszysław, Dan, Danisz, Igor, Jan, Remigiusz 2. Stanimir, Teofil 3. Gerard, Józefa, Sierosław, Teresa 4. Edwin, Franciszek, Konrad, Rozalia 5. Częstogniew, Donata, Igor, Justyn, Konstancjusz, 6. Artur, Bronisław, Bronisz, Emil, Roman 7. Justyna, Marek, Maria, Rościsława, Stefan, Mirella 8. Bryda, Brygida, Laurencja, Marcin, Wojsława 9. Bogdan, Jan, Ludwik, Sara 10. Franciszek, Lutomir, Paulina, Tomił 11. Aldona, Dobromiła, Emil, Emilian, Emiliusz, Maria, Marian 12. Maksymilian, Witold 13. Daniel, Edward, Mikołaj, Siemisław 14. Alan, Bernard, Dominik 15. Jadwiga, Teresa 16. Aurelia, Gerard, Grzegorz 17. Lucyna, Małgorzata, Marian, Wiktor 18. Julian, Łukasz 19. Ferdynand, Piotr, Siemowit, Skarbimir, Ziemowit, Oliwia 20. Irena, 21. Bernard, Celina, Dobromił, Elżbieta, Urszula 22. Filip, Halka 23. Iga, Ignacy, Jan, Marlena, Roman, Seweryn, Teodor, Włościsław, Żegota 24. Antoni, Boleczest, Filip, Marcin, Rafaela, Rafał, Soyazhe 25. Daria, Kryspin, Sambor, Taras 26. Dymitriusz, Łucjan, Lucyna, Ludmiła, Lutosław 27. Iwona, Sabina, Wincenty 28. Szymon, Tadeusz, Wszeciech 29. Euzebia, Franciszek, Lubogost, Teodor, Wioletta 30. Edmund, Klaudiusz, Przemysław, Sądosław 31. Antoni, Antonina, Godzimir, Lucylla, Łukasz, Dezemir |

| 1. Andrzej, Seweryn, Warcisław, Wiktoryna 2. Bohdana, Bożydar, Małgorzata, Stojmir, Tobiasz 3. Bogumił, Cezary, Chwalisław, Hubert, Sylwia 4. Mściwój, Olgierd, Karol 5. Dalemir, Elżbieta, Florian, Sławomir 6. Feliks, Leonard, Trzebowit, Ziemowit 7. Antoni, Florentyn, Przemił 8. Dymitr, Klaudiusz, Seweryn, Wiktor 9. Bogudar, Genowefa, Teodor, Ursyn 10. Andrzej, Lena, Leon, Ludomir, Stefan 11. Anastazja, Bartłomiej, Maciej, Marcin, Spycisław, Teodor 12. Cibor, Czcibor, Jonasz, Krystyn, Marcin, Renata, Witold 13. Arkadiusz, Eugeniusz, Jan, Mikołaj, Stanisław 14. Aga, Damian, Elżbieta, Emil, Emiliusz, Józef, Judyta, Ścibor, Ścibora, Wszerad 15. Albert, Alfons, Artur, Gurias, Idalia, Józef, Leopold, Leopoldyna, Przybygniew, Roger 16. Edmund, Marek, Maria, Niedamir, Otomar, Paweł, Piotr 17. Grzegorz 18. Aniela, Cieszymysł, Klaudyna, Roman, Tomasz 19. Elżbieta, Mironiega, Paweł, Seweryn 20. Edmund, Feliks, Sędzimir 21. Janusz, Konrad, Maria, Piotr, Regina, Rena, Twardosław, Wiesław 22. Cecylia, Marek, Wszemiła 23. Adela, Klemens, Przedwoj 24. Dobrosław, Emilia, Emma, Franciszek, Gerard, Jan, Pęcisław 25. Katarzyna, Tęgomir, 26. Dobiemiest, Jan, Konrad, Lechosław, Lechosława, Leonard, Sylwester 27. Dominik, Maksymilian, Stojgniew, Walery 28. Gościrad, Grzegorz, Jakub, Lesław, Lesława, Zdzisław 29. Błażej, Bolemysł, Fryderyk, Przemysł 30. Andrzej, Justyna, Konstanty | 1. Blanka, Długosz, Edmund, Iwa, Natalia, Sobiesława, 2. Aurelia, Balbina, Bibiana, Budzisław, Budzisława, Ludwina, Paulina, Sulisław, Sylweriusz, Sylwery, Wiktoryn, Zbylut, 3. Franciszek, Kasjan, Lucjusz, Unimir, 4. Barbara, Hieronim, Krystian, Piotr, 5. Gerald, Krystyna, Pęcisława, 6. Emilian, Jarogniew, Mikołaj,Nicole, 7. Marcin, Ninomysł, 8. Boguwola, Maria, Światozar, 9. Joachim, Wielisława, Wiesław, 10. Andrzej, Daniel, Judyta, Julia, Maria, 11. Daniela, Julia, Stefan, Waldemar, Wojmir, 12. Aleksander, Dagmara, 13. Lucja, Łucja, Otylia, 14. Alfred, Izydor, Sławobor, 15. Celina, Iga, Ignacy, Krystiana, Nina, Wolimir, Żegota, 16. Alina, Zdzisława, 17. Florian, Jolanta, Żyrosław, 18. Bogusław, Gracjan, Laurencja, Wszemir, Samantha 19. Beniamin, Dariusz, Gabriela, Mścigniew, Tymoteusz, 20. Bogumiła, Dominik, 21. Tomasz, Tomisław, 22. Beata, Drogomir, Franciszka, Zenon, 23. Sławomir, Sławomira, Wiktoria, 24. Adam, Adamina, Adela, Ewa, Ewelina, Grzegorz, 25. Anastazja, Eugenia, Piotr, 26. Szczepan, Wróciwoj, Sylwia, Anna, Marie, Magdalena, 27. Cezary, Jan, Radomysł, 28. Antoni, Dobrowiest, Emma, 29. Dawid, Domawit, Dominik, Gosław, Jonatan, Marcin, Tomasz, 30. Dawid, Eugeniusz, Katarzyna, Uniedrog, milenka, 31. Korneliusz, Melania, Sebastian, Sylwester, |

- Imieniny Polska (bằng tiếng Ba Lan) Ngày Lễ Đặt Tên
- Polish name days
- Name days in Poland
- http://www.imiennik.pl/index.php?ids=1 Name days (bằng tiếng Ba Lan)